# Hutaginjang (Sijama Polang)
Hutaginjang is een bestuurslaag in het regentschap Humbang Hasundutan van de provincie Noord-Sumatra, Indonesië. Hutaginjang telt 284 inwoners (volkstelling 2010).